# Walter Schmidthässler
Walter Schmidthässler (1 de julio de 1864 - 4 de diciembre de 1923) fue un director, guionista y actor cinematográfico alemán, activo en la época del cine mudo.

## Biografía
Su verdadero nombre era Walter Schmidt-Hässler, y nació en Leipzig, Alemania. Hijo de un fabricante de papel, siguió clases de interpretación en Hamburgo. Comenzó su carrera en los escenarios actuando en Ámsterdam, y a partir de 1885 en teatros de Magdeburgo, Dessau, San Galo, Budapest, Riga y Meiningen.
En Meiningen Schmidthässler dejó los papeles de carácter e interpretó a los personajes principales de Hamlet, Dom Karlos, Infant von Spanien y Ricardo III, siendo también Shylock y Mefistófeles. Asimismo actuó en comedias, con papeles de la relevancia de Striese en Der Raub der Sabinerinnen y Giesecke en La posada del Caballito Blanco. Además de su faceta de actor, Schmidthässler también escribió obras teatrales.
A partir de 1910 Schmidthässler dirigió numerosos cortometrajes para Vitascope GmbH, actuando él en varios de ellos. En su función de director descubrió a estrellas del cine mudo como Max Mack, Wanda Treumann, Hans Junkermann, Theodor Loos, Emil Jannings y Hanni Weisse. A partir de los años 1920, sin embargo, dejó la dirección y se limitó a la redacción de guiones.
Walter Schmidthässler falleció en Berlín, Alemania, en 1923.

## Filmografía (como director)
| - 1910: Welke Rosen (también actor) - 1911: Knospen - 1911: Komtesse und Diener (también actor) - 1911: Die Ballhaus-Anna - 1911: Die Braut des Freundes - 1911: Ihr Jugendfreund (también actor) - 1911: Dienertreue - 1911: Vergebens - 1911: Der ehrliche Finder (también actor) - 1912: Das Weib ohne Herz (2 partes) - 1912: Der Zug des Herzens - 1913: Die Wasser schweigen - 1913: Das silberne Kreuz - 1913: Draußen vor der Tür - 1913: Das goldene Bett (también guionista) - 1913: Die Spur im Schnee - 1913: Gräfin Spinarosa tanzt - 1914: Ein Kindesherz (también guionista) - 1914: Die Ehe auf Kündigung - 1914: Das weiße Pferd - 1914: Im Schützengraben (también guionista) - 1914: Das Paradies der Damen (solo guionista) - 1914: Der Schuß um Mitternacht - 1915: Der Hermelinmantel (también actor) - 1915: Wenn drei dasselbe tun... (también guionista) - 1916: Art läßt nicht von Art (también guionista) - 1916: Die grüne Phiole (también guionista) - 1916: Der Gürtel der Dollarfürstin | - 1916: Das Wunder der Madonna - 1916: Der Handwerksbursche (también guionista) - 1916: In letzter Sekunde (también guionista) - 1916: Der Schloßschrecken - 1916: Der verkaufte Schlaf - 1916: Wege, die ins Dunkle führen - 1916: Das Weisenhauskind - 1916: Welker Lorbeer (también guionista) - 1917: John Riew – Ein Mädchenschicksal (también guionista) - 1918: Das Eskimobaby - 1918: Die Rose der Wildnis - 1918: Edelwild - 1918: Das Gift der Medici - 1918: Das Land der Sehnsucht - 1918: Liebesopfer (también guionista) - 1918: Liebe und Leben (2 episodios) - 1918: Die Vision (también guionista y actor) - 1918: Der Wahn ist kurz - 1918: Kain - 1919: Die Feste des Fürsten von Ferrara - 1919: Das Tor der Freiheit - 1919: Treu der Jugend (solo guionista y actor) - 1921: Der Held des Tages (solo guionista) - 1921: Arme, kleine Eva (2ª parte; solo guionista) - 1921: Die Geschwister Barelli (solo guionista) - 1921: Die schwarze Schlange (solo guionista) - 1922: Die Schneiderkomteß (solo guionista) - 1922: Das Geheimnis der Gräfin Herta (solo guionista) |